# مفجر الشعور (بكيل المير)

تعديل مصدري - تعديل

مفجر الشعور هي إحدى قرى عزلة فاس بمديرية بكيل المير التابعة لمحافظة حجة، بلغ تعداد سكانها 266 نسمة حسب تعداد اليمن لعام 2004.